# Eurovision Song Contest 1989
Eurovision Song Contest 1989 blev afholdt d. 6. maj i Palais de Beaulieu i Lausanne, Schweiz. Årets værter var Lolita Morena og Jacques Deschenaux.

## Deltagere og resultater
| Sang nr. | Land           | Solist                                 | Sang                          | Plads | Point |
| -------- | -------------- | -------------------------------------- | ----------------------------- | ----- | ----- |
| 1        | Italien        | Anna Oxa & Fausto Leali                | Avrei voluto                  | 9     | 56    |
| 2        | Israel         | Gili & Galit                           | Derech ha'melech              | 12    | 50    |
| 3        | Irland         | Kiev Connolly & the Missing Passengers | The real me                   | 18    | 21    |
| 4        | Holland        | Justine Palmelay                       | Blijf zoals je bent           | 15    | 45    |
| 5        | Tyrkiet        | Pan                                    | Bana bana                     | 21    | 5     |
| 6        | Belgien        | Ingeborg                               | Door de wind                  | 19    | 13    |
| 7        | Storbritannien | Live Report                            | Why do I always get it wrong? | 2     | 130   |
| 8        | Norge          | Britt Synnøve Johansen                 | Venners nærhet                | 17    | 30    |
| 9        | Portugal       | Da Vinci                               | Conquistador                  | 16    | 39    |
| 10       | Sverige        | Tommy Nilsson                          | En dag                        | 4     | 110   |
| 11       | Luxembourg     | Park Café                              | Monsieur                      | 20    | 8     |
| 12       | Danmark        | Birthe Kjær                            | Vi maler byen rød             | 3     | 111   |
| 13       | Østrig         | Thomas Forstner                        | Nur ein Lied                  | 5     | 97    |
| 14       | Finland        | Anneli Saaristo                        | La dolce vita                 | 7     | 76    |
| 15       | Frankrig       | Nathalie Paque                         | J'ai volé la vie              | 8     | 60    |
| 16       | Spanien        | Nina                                   | Nacida para amar              | 6     | 88    |
| 17       | Cypern         | Fanny Polymeri & Yiannis Savidakis     | Apopse as vrethoume           | 11    | 51    |
| 18       | Schweiz        | Furbaz                                 | Viver senza tei               | 13    | 47    |
| 19       | Grækenland     | Marianna Efstratiou                    | To diko sou asteri            | 9     | 56    |
| 20       | Island         | Daniel Águst Haraldsson                | Pad sem enginn sér            | 22    | 0     |
| 21       | Vesttyskland   | Nino de Angelo                         | Flieger                       | 14    | 46    |
| 22       | Jugoslavien    | Riva                                   | Rock me                       | 1     | 137   |